# Коатлікуе
Коатлікуе (ісп. Coatlicue, «Вона в сукні із змій»), також Коатлантонан («Наша зміїна мати») — у міфології ацтеків богиня землі й вогню. У ній одночасно поміщено початок і кінець життя. Іноді ототожнюється з Тетеоінан («Матір'ю богів»), богинями Тосі і Сіуакоатль.
Коатлікуе є матір'ю бога Віцилопочтлі. Згідно з міфом, Коатлікуе була добропорядною вдовою старого Сонця і жила зі своїми синами Сенцонуіцнауа («400 південних зірок») і дочкою Койольшаукі, богинею Місяця. Після народження дітей Коатлікуе дала обітницю цнотливості і кожен день піднімалася на гору Коатепек («Зміїна Гора»), що біля міста Толлан, аби принести жертву в храмі. Одного разу на вершині гори до неї з неба впала куля з пір'я колібрі, яку вона сховала за пояс спідниці, після чого куля загадково зникла. Незабаром Коатлікуе відчула, що завагітніла. Дізнавшись про це, її діти розлютилися, і дочка підбила братів вбити зганьблену матір. Але дитя в утробі Коатлікуе обіцяло захистити її. Коли вбивці наблизилися до гори Коатепек, новонароджений Віцилопочтлі напав на братів і змусив утікати, а Койольшаукі відтяв голову і закинув її на небо, де вона стала Місяцем.
Таким чином, Коатлікуе — уособлення землі, з якої щодня з'являється сонце (Віцилопочтлі), перемагаючи місяць і зірки. Одночасно Коатлікуе — богиня смерті, оскільки земля поглинає все живе. Коатлікуе мешкала під землею і допомагала з'являтися на світло рослинним культурам; вважалася покровителькою розведення квітів. Іноді її також називали матір'ю Шолотль і Кетцалькоатля.
Найвідоміша статуя Коатлікуе, знайдена в 1790 р. в Мехіко, поєднує в собі людські та зооморфні риси, зображуючи богиню Землі у всій її могутності й величі. Обличчя богині утворюють голови двох змій, або два потоки крові у формі змій. Одяг статуї складається з відрубаних людських рук і сердець, пряжкою пояса є череп, що символізує те, що тіла людей після їх смерті опиняться в землі, а спідницю утворюють змії, здатні проникати в підземне царство. Руки й ноги богині прикрашають потужні нігті, що нагадують орлині, за допомогою яких Коатлікуе викопує могили, а груди зображені обвислими після вигодовування дітей. Будучи жіночим божеством, Коатлікуе водночас має й чоловічі риси. Чоловіче начало представлено в ній орлом, жіноче — змією. У цьому сенсі вона являє жіночу паралель пернатого змія Кетцалькоатля.